# Discogobio longibarbatus
Discogobio longibarbatus és una espècie de peix cipriniforme de la família dels ciprínids.

## Morfologia
Els mascles poden assolir els 8,9 cm de longitud total.

## Distribució geogràfica
És un endemisme del llac Fuxian (Yunnan, Xina).